# Station Stederdorf (Kr Uelzen)
Station Stederdorf (Kr Uelzen) (Haltepunkt Stederdorf (Kr Uelzen)) is een spoorwegstation in de Duitse plaats Wrestedt in de deelstaat Nedersaksen. Het station ligt aan de spoorlijn Stendal - Uelzen. De naam van het station komt van het dorpje Stederdorf, terwijl de plaats Wrestedt groter is dan Stederdorf en ook de hoofdplaats is van de gemeente Wrestedt.

## Indeling
Het station heeft één perron en dit heeft een abri. Het perron is toegankelijk gemaakt met een hellingbaan en heeft geleidelijnen. Naast het perron staat het stationsgebouw maar dit wordt niet meer als dusdanig gebruikt. Het station is te bereiken vanaf de naastgelegen straat Bahnhofstraße, waar ook een bushalte aanligt. 

## Verbindingen
Het station wordt bediend door treinen van DB Regio Südost en erixx. De volgende treinseries doen het station Stederdorf (Kr Uelzen) aan:
| Serie | Treinsoort                         | Route | Bijzonderheden             |
| ----- | ---------------------------------- | --- | -------------------------- |
| RE 20 | Regional-Express (DB Regio Südost) | Uelzen – Stederdorf (Kr Uelzen) – Salzwedel – Stendal Hbf – Magdeburg Hbf – Calbe (Saale) Ost – Köthen – Halle (Saale) Hbf | rijdt eenmaal per twee uur |
| RB 47 | Regionalbahn (Erixx)               | Braunschweig Hbf – Gifhorn – Wittingen – Stederdorf (Kr Uelzen) – Uelzen                                                   | Rijdt eenmaal per twee uur |